# Liste des stations du tramway de Strasbourg
La liste des stations du tramway de Strasbourg propose un aperçu des stations actuellement en service des lignes de tramway de Strasbourg, en France. La première ligne est mise en service en 1994. L'ensemble des six lignes actuelles, qui sont toutes en correspondance entre elles, comprend 87 stations, dont de nombreuses voient passer au moins deux lignes.

## Stations en service
Le tableau ci-dessous présente la situation existante, faisant abstraction de tout ce qui est à l'état de projet ou en construction.
| Station                         | Ligne(s)       | Rang alphabétique | Date d'ouverture                                             | Commune                 | Correspondance(s)                           | Particularité | Image |  |
| ------------------------------- | -------------- | ----------------- | ------------------------------------------------------------ | ----------------------- | ------------------------------------------- | --- | ----- |  |
| Alt Winmärik                    | tram B F       | 1                 | 1er septembre 2000                                           | Strasbourg              |                                             | L'agence commerciale CTS se situe face à cette station. |       |  |
| Ancienne Synagogue - Les Halles | tram A D       | 2                 | 25 novembre 1994                                             | Strasbourg              |                                             | Dessert le centre commercial Place des Halles. |       |  |
| Aristide Briand                 | tram D         | 3                 | 25 août 2007                                                 | Strasbourg              |                                             | Ancien terminus de la ligne D. |       |  |
| Baggersee                       | tram A E       | 4                 | 25 novembre 1994                                             | Illkirch-Graffenstaden  | Parc relais                                 | Ancien terminus des lignes A et E. |       |  |
| Boecklin                        | tram E         | 5                 | 23 novembre 2007                                             | Strasbourg              | Parc relais                                 | Nommée Robertsau Boecklin jusqu'au 17 juin 2019, ancien terminus de la ligne E. Station la plus proche de la Pharmacopée européenne et de l'école européenne.                                             |       |  |
| Bohrie                          | tram B         | 6                 | 23 mai 2008                                                  | Ostwald                 |                                             | |       |  |
| Broglie                         | tram B C F     | 7                 | 1er septembre 2000                                           | Strasbourg              |                                             | |       |  |
| Campus d'Illkirch               | tram E         | 8                 | 4 juillet 1998                                               | Illkirch-Graffenstaden  |                                             | Terminus de la ligne E. |       |  |
| Cervantès                       | tram A         | 9                 | 25 novembre 1994                                             | Strasbourg              |                                             | Nommée Hautepierre Maillon jusqu'au 30 novembre 2013, ancien terminus de la ligne A. |       |  |
| Citadelle                       | tram D         | 10                | 20 septembre 2019                                            | Strasbourg              |                                             | Station ouverte ultérieurement à la construction du tronçon. |       |  |
| Colonne                         | tram A E       | 11                | 4 juillet 1998                                               | Illkirch-Graffenstaden  |                                             | |       |  |
| Comtes                          | tram F         | 12                | 29 août 2020                                                 | Strasbourg              |                                             | Terminus de la ligne F. |       |  |
| Cours de l'Illiade              | tram A         | 13                | 23 avril 2016                                                | Illkirch-Graffenstaden  |                                             | |       |  |
| Dante                           | tram A D       | 14                | 25 novembre 1994                                             | Strasbourg              |                                             | |       |  |
| Droits de l'Homme               | tram E         | 15                | 23 novembre 2007                                             | Strasbourg              |                                             | Dessert la cour européenne des droits de l'homme et le bâtiment « Agora » du Conseil de l'Europe. Également station la plus proche du parc de l'Orangerie.                                                |       |  |
| Ducs d'Alsace                   | tram A D       | 16                | 25 novembre 1994                                             | Strasbourg              | Parc relais                                 | |       |  |
| Elmerforst                      | tram B         | 17                | 30 janvier 2008                                              | Strasbourg              |                                             | |       |  |
| Elsau                           | tram B         | 18                | 1er septembre 2000                                           | Strasbourg              | Parc relais                                 | Ancien terminus des lignes B, C et F. |       |  |
| Émile Mathis                    | tram A E       | 19                | 25 novembre 1994                                             | Strasbourg              |                                             | |       |  |
| Esplanade                       | tram C E       | 20                | 1er septembre 2000                                           | Strasbourg              |                                             | Dessert la faculté de droit, ancien terminus de la ligne C. |       |  |
| Étoile Bourse                   | tram A D       | 21                | 25 novembre 1994                                             | Strasbourg              |                                             | Dessert le centre administratif de l'Eurométropole et le centre commercial Rivetoile. |       |  |
| Étoile Polygone                 | tram D E       | 22                | 25 novembre 1994                                             | Strasbourg              |                                             | Ancien terminus de la ligne D. |       |  |
| Faubourg National               | tram B F       | 23                | 1er septembre 2000                                           | Strasbourg              |                                             | La station dessert indirectement la gare centrale. |       |  |
| Faubourg de Saverne             | tram C         | 24                | 27 novembre 2010                                             | Strasbourg              |                                             | La station dessert indirectement le centre commercial Place des Halles. |       |  |
| Futura Glacière                 | tram B         | 25                | 1er septembre 2000                                           | Schiltigheim            |                                             | |       |  |
| Général de Gaulle               | tram B         | 26                | 1er septembre 2000                                           | Hœnheim                 |                                             | |       |  |
| Gallia                          | tram C E F     | 27                | 1er septembre 2000                                           | Strasbourg              |                                             | Station la plus proche du palais universitaire. |       |  |
| Gare Centrale                   | tram A C D     | 28                | Souterraine : 25 novembre 1994 En surface : 27 novembre 2010 | Strasbourg              | TGV inOui, Ouigo, ICE, NJ, TER, OSB bus G H | Dessert la gare centrale. Le terminus de la ligne C est située en surface. La station des lignes A et D est l'unique station souterraine du réseau.                                                       |       |  |
| Graffenstaden                   | tram A         | 29                | 23 avril 2016                                                | Illkirch-Graffenstaden  |                                             | Terminus de la ligne A. |       |  |
| Gravière                        | tram C         | 30                | 25 août 2007                                                 | Strasbourg              |                                             | |       |  |
| Hochschule / Läger              | tram D         | 31                | 23 novembre 2018                                             | Kehl                    |                                             | Station située en Allemagne. |       |  |
| Hôpital de Hautepierre          | tram A D       | 32                | 25 novembre 1994                                             | Strasbourg              |                                             | Dessert l'hôpital de Hautepierre. |       |  |
| Hœnheim Gare                    | tram B         | 33                | 1er septembre 2000                                           | Hœnheim                 | TER ;                                       | Dessert la gare de Hœnheim. Terminus de la ligne B. |       |  |
| Hohwart                         | tram A E       | 34                | 25 novembre 1994                                             | Strasbourg              |                                             | |       |  |
| Homme de Fer                    | tram A B C D F | 35                | Nord-Sud : 25 novembre 1994 Est-Ouest : 1er septembre 2000   | Strasbourg              |                                             | Nœud central du réseau. La station possède un cinquième quai (située rue du Vieux-Marché-aux-Vins) non utilisé.                                                                                           |       |  |
| Illkirch Lixenbuhl              | tram A         | 36                | 4 juillet 1998                                               | Illkirch-Graffenstaden  |                                             | Ancien terminus de la ligne A. |       |  |
| Jardiniers                      | tram E         | 37                | 17 juin 2019                                                 | Strasbourg              |                                             | |       |  |
| Jean Jaurès                     | tram C D       | 38                | 25 août 2007                                                 | Strasbourg              |                                             | |       |  |
| Kehl Bahnhof                    | tram D         | 39                | 29 avril 2017                                                | Kehl                    | OSB, TER                                    | Dessert la gare de Kehl. Station située en Allemagne, ancien terminus de la ligne D |       |  |
| Kehl Rathaus                    | tram D         | 40                | 23 novembre 2018                                             | Kehl                    |                                             | Station située en Allemagne, terminus de la ligne D. |       |  |
| Kibitzenau                      | tram C         | 41                | 25 août 2007                                                 | Strasbourg              |                                             | |       |  |
| Krimmeri - Stade de la Meinau   | tram A E       | 42                | 25 novembre 1994                                             | Strasbourg              | TER, OSB                                    | Dessert la gare de Krimmeri-Meinau et le stade de la Meinau. |       |  |
| Laiterie                        | tram B         | 43                | 1er septembre 2000                                           | Strasbourg              |                                             | |       |  |
| Landsberg                       | tram C D E     | 44                | 25 août 2007                                                 | Strasbourg              |                                             | La station comporte trois quais. |       |  |
| Langstross Grand'Rue            | tram A D       | 45                | 25 novembre 1994                                             | Strasbourg              |                                             | Station la plus proche de la cathédrale. |       |  |
| Le Galet                        | tram A         | 46                | 30 novembre 2013                                             | Strasbourg              |                                             | |       |  |
| Le Marais                       | tram B         | 47                | 1er septembre 2000                                           | Bischheim, Schiltigheim |                                             | |       |  |
| Le Ried                         | tram B         | 48                | 1er septembre 2000                                           | Hœnheim                 |                                             | |       |  |
| Leclerc                         | tram A E       | 49                | 4 juillet 1998                                               | Illkirch-Graffenstaden  |                                             | Dessert le quartier Leclerc. |       |  |
| Lingolsheim Alouettes           | tram B         | 50                | 23 mai 2008                                                  | Lingolsheim             |                                             | |       |  |
| Lingolsheim Tiergaertel         | tram B         | 51                | 23 mai 2008                                                  | Lingolsheim             |                                             | Terminus de la ligne B. |       |  |
| Lycée Couffignal                | tram A E       | 52                | 25 novembre 1994                                             | Strasbourg              |                                             | |       |  |
| Lycée Jean Monnet               | tram C         | 53                | 25 août 2007                                                 | Strasbourg              |                                             | |       |  |
| Lycée Kléber                    | tram B E       | 54                | 1er septembre 2000                                           | Strasbourg              | bus H                                       | |       |  |
| Lycée Marc Bloch                | tram B         | 55                | 1er septembre 2000                                           | Hœnheim                 |                                             | |       |  |
| Marcel Rudloff                  | tram D         | 56                | 30 novembre 2013                                             | Strasbourg              |                                             | |       |  |
| Martin Schongauer               | tram B         | 57                | 30 janvier 2008                                              | Strasbourg              |                                             | |       |  |
| Mélanie                         | tram E         | 58                | 17 juin 2019                                                 | Strasbourg              |                                             | Station située en bordure du parc de la Petite-Orangerie. |       |  |
| Montagne Verte                  | tram B         | 59                | 1er septembre 2000                                           | Strasbourg              |                                             | Station à disposition particulière, les deux voies se séparent avant la station pour laisser passer une voie bus entre elles.                                                                             |       |  |
| Musée d'Art Moderne             | tram B         | 60                | 1er septembre 2000                                           | Strasbourg              |                                             | Dessert le musée d'Art moderne et contemporain de Strasbourg. |       |  |
| Observatoire                    | tram C E F     | 61                | 1er septembre 2000                                           | Strasbourg              |                                             | |       |  |
| Ostwald Hôtel de Ville          | tram B         | 62                | 30 janvier 2008                                              | Ostwald                 |                                             | Ancien terminus de la ligne B. |       |  |
| Parc des Romains                | tram F         | 63                | 29 août 2020                                                 | Strasbourg              | Parc relais                                 | |       |  |
| Parc des Sports                 | tram A         | 64                | 30 novembre 2013                                             | Strasbourg              |                                             | Terminus de la ligne A |       |  |
| Parc du Contades                | tram B E       | 65                | 1er septembre 2000                                           | Strasbourg              |                                             | Station située en face de la Grande synagogue de la Paix et à proximité du parc du Contades. |       |  |
| Parc Malraux                    | tram A         | 66                | 23 avril 2016                                                | Illkirch-Graffenstaden  |                                             | |       |  |
| Parlement Européen              | tram E         | 67                | 23 novembre 2007                                             | Strasbourg              | bus H                                       | Dessert le bâtiment Louise-Weiss du Parlement européen. |       |  |
| Paul Éluard                     | tram D         | 68                | 30 novembre 2013                                             | Strasbourg              |                                             | |       |  |
| Place d'Islande                 | tram F         | 69                | 27 novembre 2010                                             | Strasbourg              |                                             | Terminus de la ligne F. |       |  |
| Pont Phario                     | tram B         | 70                | 1er septembre 2000                                           | Bischheim, Schiltigheim |                                             | |       |  |
| Port du Rhin                    | tram D         | 71                | 29 avril 2017                                                | Strasbourg              |                                             | Terminus partiel de la ligne D. |       |  |
| Porte Blanche                   | tram F         | 72                | 29 août 2020                                                 | Strasbourg              |                                             | Les autobus empruntent une plate-forme commune avec les tramways sur le boulevard de Nancy. Cette station présente la particularité d'être desservie par les tramways et les autobus sur les mêmes quais. |       |  |
| Porte de l'Hôpital              | tram A D       | 73                | 25 novembre 1994                                             | Strasbourg              |                                             | Dessert l'Hôpital civil. |       |  |
| Poteries                        | tram D         | 74                | 30 novembre 2013                                             | Strasbourg              | Parc relais                                 | Terminus de la ligne D. |       |  |
| République                      | tram B C E F   | 75                | 1er septembre 2000                                           | Strasbourg              |                                             | La station comporte six quais, dont seulement trois sont utilisés. |       |  |
| Rives de l'Aar                  | tram B         | 76                | 1er septembre 2000                                           | Schiltigheim            | Parc relais                                 | |       |  |
| Robertsau l'Escale              | tram E         | 77                | 17 juin 2019                                                 | Strasbourg              |                                             | Terminus de la ligne E. |       |  |
| Neuhof Rodolphe Reuss           | tram C         | 78                | 25 août 2007                                                 | Strasbourg              |                                             | Terminus de la ligne C. |       |  |
| Rotonde                         | tram A D       | 79                | 25 novembre 1994                                             | Strasbourg              | Parc relais                                 | Ancien terminus de la ligne D, origine d'un raccordement de service vers le dépôt de Cronenbourg. |       |  |
| Saint-Christophe                | tram C         | 80                | 25 août 2007                                                 | Strasbourg              |                                             | |       |  |
| Schluthfeld                     | tram A E       | 81                | 25 novembre 1994                                             | Strasbourg              |                                             | |       |  |
| Saint-Florent                   | tram A D       | 82                | 25 novembre 1994                                             | Strasbourg              |                                             | |       |  |
| Starcoop                        | tram D         | 83                | 15 mars 2023                                                 | Strasbourg              |                                             | |       |  |
| Université                      | tram C E F     | 84                | 1er septembre 2000                                           | Strasbourg              |                                             | Dessert le campus central. |       |  |
| Wacken                          | tram B E       | 85                | 1er septembre 2000                                           | Strasbourg              | bus H                                       | Dessert le palais de la musique et des congrès et le parc des expositions, ancien terminus de la ligne E. La station compte trois voies, un quai latéral et un quai central.                              |       |  |
| Wihrel                          | tram B         | 86                | 30 janvier 2008                                              | Ostwald                 |                                             | |       |  |
| Winston Churchill               | tram C E       | 87                | 25 août 2007                                                 | Strasbourg              |                                             | Dessert l'UGC Ciné Cité Strasbourg Étoile. |       |  |

## Futures stations
| Station            | Ligne(s) | Rang alphabétique | Date d'ouverture | Commune        | Correspondance(s) | Particularité                                                          | Image |
| ------------------ | -------- | ----------------- | ---------------- | -------------- | ----------------- | ---------------------------------------------------------------------- | ----- |
| Oberhausbergen Sud | tram A   | 1                 |                  | Oberhausbergen |                   | Dans le cadre de l'extension de la ligne A vers le Zénith.             |       |
| Zénith             | tram A   | 2                 |                  | Eckbolsheim    |                   | Desservira le Zénith Strasbourg Europe.                                |       |
| Wodli              | tram C E | 3                 | 2026             | Strasbourg     | bus G H           | La ligne H du BHNS deviendra une ligne de tram.                        |       |
| Place de Haguenau  | tram C E | 4                 | 2026             | Strasbourg     | bus H,            | La ligne C se dirigera vers le nord et non plus vers la gare centrale. |       |
| Marc Seguin        | tram C   | 5                 | 2026             | Bischheim      | Parc relais       | Nouveau terminus nord de la ligne C à partir de 2026.                  |       |
| Wolfisheim         | tram F   | 6                 | 2025             | Wolfisheim     | Parc relais       | Nouveau terminus nord de la ligne F à partir de 2025.                  |       |
| Poteries           | tram F   | 7                 | 2025             | Strasbourg     | tram D            | Sera en correspondance avec le terminus de la ligne D.                 |       |